# Certima cleodora
Certima cleodora là một loài bướm đêm trong họ Geometridae.